# Bear Family Records
Bear Family Records ist ein Wiederveröffentlichungs-Independent-Label für Country-Musik, deutschen Schlager, Rockabilly, Rock ’n’ Roll, Rhythm and Blues, Blues, Soul, Jazz und Neue Deutsche Welle. Es machte sich vor allem durch aufwendig recherchierte und gestaltete CDs und Boxen von vergessenen und weniger bekannten Künstlern aus diesen Bereichen einen Namen. Sitz des Labels ist ein alter Bauernhof im niedersächsischen Holste-Oldendorf in der Nähe von Bremen.

## Geschichte
Das Label wurde 1975 von Richard Weize in Bremen gegründet. Die erste Veröffentlichung Goin' Back To Dixie war dem Country-Musiker Bill Clifton gewidmet.
Inzwischen gilt das Label im Bereich von Wiederveröffentlichungen und Neuveröffentlichung von Raritäten international als eines der wichtigsten und seine Veröffentlichungen wurden mehrfach für einen Grammy in den Bereichen Best Album Notes und Best Historical Album nominiert und mit dem Preis der deutschen Schallplattenkritik ausgezeichnet.
Die Box-Sets sind mit ausführlichen Beiheften und Diskographien versehen und unterschiedlichsten Themen gewidmet. So enthält Beyond Recall 256 Titel, die von jüdischen Musikern im nationalsozialistischen Berlin aufgenommen wurden und Next Stop Vietnam 13 CDs mit Songs zum Vietnamkrieg, eine andere versammelt auf 44 CDs 1244 Aufnahmen schwarzer Musiker in Europa vor 1927.
Die Erstauflage liegt meist bei 1000 Stück und geht bis 3000.
Weize gab 2015 die Leitung des Labels an die zwei engen Mitarbeiter Detlev Hoegen und Michael „Ohlly“ Ohlhoff ab.
Mittlerweile hat das Label auch einige aktuelle Künstler, wie Rumble on the Beach, Sandy and the Wild Wombats, Lou Cifer and the Hellions oder Eddy and the Backfires aus der Rock-’n’-Roll-Szene unter Vertrag.

## Auszeichnungen
- 2009 Echo in der Kategorie Besondere Verdienste um die Musik
- 2009 Preis der deutschen Schallplattenkritik für die CD-Reihe „Der Jazz in Deutschland“,[6] Hrsg. von Horst Bergmeier, Rainer Lotz, Artwork von Robert Nippoldt
- 2014 Bear Family erhält den Preis für das Historical Album of the Year bei den Blues Music Awards 2014.[7]